# Josep Galceran de Pinós i de Perapertusa
Josep Galceran de Pinós i de Perapertusa   (1626 - 1680) va ser un noble i polític català, senyor de Santa Maria de Barberà i castlà d'Arraona.

## Biografia
Era fill i hereu de Francesc Galceran de Pinós-Santcliment i de Corbera-Santcliment, i net de Bernat Galceran de Pinós-Santcliment i de Santcliment (mort el 1626), senyor de Santa Maria de Barberà i de la seu muller, Elionor de Corbera-Santcliment, pertanyent al llinatge dels barons de Llinars. Bernat Galceran, avi de Josep Galceran, era fill de Jeroni de Pinós-Fenollet i Mai (mort vers el 1584), cavaller de Sant Jaume, dit també Jeroni de Pinós-Santcliment i Mai per una imposició a causa del seu matrimoni amb Maria Anna de Santcliment-Gualbes i de Santcliment, senyora de Badalona.
Per part materna estava emparentat amb els Perapertusa i amb la família noble de Perpinya dels Blan. Prestà serveis a la causa catalana a partir del període revolucionari de 1640, acompanyà Pau Claris quan aquest anà a Sant Feliu de Llobregat. Participà en la batalla de Montjuïc (26 de gener de 1641). Fou molt crític amb els abusos de l'Administració francesa i per això va ser desterrat a Gènova (1643), però consentí a tornar el 1646. Quan el 1650 anà d'ambaixador de la Generalitat de Catalunya a París, hi denuncià les irregularitats administratives franceses al Principat de Catalunya. Amb la caiguda de Barcelona, el 1652, anà al Rosselló. Tanmateix es distancià dels francesos i finalment s'oferí al rei Felip IV de Castella per tal d'expulsar-los. Defensà Girona dels francesos i fou governador de Vic. El 1655 fou ascendit a general d'artilleria i conquerí Berga i el seu castell. El 1677 va ser un dels ambaixadors catalans que anaren a Saragossa a jurar al rei Carles II d'Espanya per encàrrec de la Generalitat.
De la segona muller d'aquest, Maria de Rocabertí, senyora de la Torre Salbana, de Sant Boi de Llobregat, Baronesa de Rialb, Tagamanent, Vilafortuny, Graell i La Vansa, nasqueren Josep Galceran de Pinós i Rocabertí i Miquel de Pinós i de Rocabertí.